# Système de signalisation n° 5
Système de Signalisation n° 5 (SS5 ou Signaling System No. 5) est un système de signalisation téléphonique multi-fréquence (MF) développé dans les années 1970 principalement pour la gestion des appels internationaux en numérotation directe (IDDD). Il a été conçu pour transmettre efficacement les données de numérotation sur de longues distances, notamment via câbles sous-marins et liaisons satellite. Internationalement, il est aussi connu sous les noms CCITT5 ou CC5, et a été surnommé Atlantic Code en raison de son emploi entre l'Europe et l'Amérique du Nord.

## Conception et architecture technique
Les systèmes de signalisation utilisés avant le SS5 étaient majoritairement basés sur la signalisation en bande (bande de fréquence partagée avec la voix). Le SS5 a été conçu pour le trafic intercontinental, souvent sur des liens à très longue distance, utilisant des technologies telles que les Câble sous-marin et les liaisons satellites. Ces liaisons étaient équipées de suppresseurs d’écho pour compenser la latence et la distorsion du signal.
Il s’appuie sur un système de signalisation multifréquence (MF), dérivé du modèle Bell System, connu sous le nom de Système Régional R1 selon le UIT-T. Il utilise six fréquences de signalisation :
| A      | B      | C       | D       | E       | F       |
| ------ | ------ | ------- | ------- | ------- | ------- |
| 700 Hz | 900 Hz | 1100 Hz | 1300 Hz | 1500 Hz | 1700 Hz |

Les cinq premières sont utilisées pour coder les chiffres (0 à 9) via un codage "deux parmi cinq", où chaque chiffre est représenté par une paire spécifique de fréquences. La sixième fréquence (1700 Hz) sert à signaler le début ou la fin d’une séquence ou pour des codes spéciaux.

### Codage des chiffres et commandes
Les combinaisons de fréquences sont structurées comme suit :
| Fréquences utilisées | Fréquences utilisées | Fréquences utilisées | Fréquences utilisées | Fréquences utilisées | Fréquences utilisées | Code numérique / Commande | Signification                                      |
| A                    | B                    | C                    | D                    | E                    | F                    | Code numérique / Commande | Signification                                      |
| -------------------- | -------------------- | -------------------- | -------------------- | -------------------- | -------------------- | ------------------------- | -------------------------------------------------- |
| X                    | X                    |                      |                      |                      |                      | 1                         | Digit 1                                            |
| X                    |                      | X                    |                      |                      |                      | 2                         | Digit 2                                            |
|                      | X                    | X                    |                      |                      |                      | 3                         | Digit 3                                            |
| X                    |                      |                      | X                    |                      |                      | 4                         | Digit 4                                            |
|                      | X                    |                      | X                    |                      |                      | 5                         | Digit 5                                            |
|                      |                      | X                    | X                    |                      |                      | 6                         | Digit 6                                            |
| X                    |                      |                      |                      | X                    |                      | 7                         | Digit 7                                            |
|                      | X                    |                      |                      | X                    |                      | 8                         | Digit 8                                            |
|                      |                      | X                    |                      | X                    |                      | 9                         | Digit 9                                            |
|                      |                      |                      | X                    | X                    |                      | 0                         | Digit 0                                            |
| X                    |                      |                      |                      |                      | X                    | 11                        | Prefix international (opérateur mondial)           |
|                      | X                    |                      |                      |                      | X                    | 12                        | Opérateur international spécifique                 |
|                      |                      | X                    |                      |                      | X                    | 13                        | Préfixe de travail (KP1) – terminal sans code pays |
|                      |                      |                      | X                    |                      | X                    | 14                        | Préfixe transit (KP2) – avec code pays             |
|                      |                      |                      |                      | X                    | X                    | 15                        | Fin de séquence (KF)                               |

Les codes spéciaux comme *11, *12, *13, *14, et *15* sont utilisés pour la gestion de la ligne, la sélection de l’opérateur, ou la terminaison de la transmission.

### Signification des codes spéciaux
- *11 : Prefixe international général pour accéder à un opérateur mondial.
- *12 : Prefixe pour un opérateur international spécifique.
- *13 : Préfixe de travail (KP1), utilisé en terminal pour le signalement sans code pays.
- *14 : Préfixe transit (KP2), utilisé lors du transit avec code pays.
- *15 : Code de fin (KF), indiquant la fin de la transmission de la séquence de numérotation.

## Gestion de la ligne et de la signalisation de contrôle
Un système à deux fréquences (2400 Hz et 2600 Hz) était utilisé pour gérer la ligne :
1. Saisie de la ligne : Lorsqu’un appel était initié, ces fréquences étaient envoyées pour activer la ligne et préparer la transmission.
2. Libération de la ligne : À la fin de l’appel, elles étaient à nouveau envoyées pour libérer la connexion, séparant la signalisation de la voix ou des données.

## Vulnérabilités, abus et fraude
Le SS5 est célèbre pour avoir été à l’origine de la fraude à la boîte bleue (Blue Box) une méthode utilisée par des pirates téléphoniques comme John Draper (Captain Crunch) pour simuler des signaux de contrôle et manipuler le réseau téléphonique. La faiblesse principale résidait dans l’absence de mécanismes de sécurité robustes pour vérifier l’authenticité des signaux de contrôle, permettant à des acteurs malveillants d’envoyer des signaux falsifiés, de contrôler à distance des commutateurs et de passer des appels gratuits.
Ces vulnérabilités ont conduit à l’adoption de systèmes plus sécurisés tels que le Système de Signalisation n° 7 (SS7), qui offre des mécanismes de sécurité renforcés et une meilleure gestion de l’authentification.